# 大政所
大政所（おおまんどころ）は、戦国時代から安土桃山時代にかけての女性。豊臣秀吉・豊臣秀長・瑞龍院日秀・朝日姫の生母。俗名は仲（なか）と伝えられるが、「なか中村（中中村）の人」のなかを人名と誤ったためという説もあり、厳密には不詳。法名は春岩（春巌）、院号は天瑞院（てんずいいん）。位階は従一位。
従一位陞叙以前には二位尼君（にいのあまぎみ）と呼ばれ、従一位と摂政関白の母の尊称である大政所が宣下されて以後は、専らこの大政所として知られる。このため尼僧としての名は天瑞院春岩であるが、記事名も便宜上、大政所とする。

## 生涯

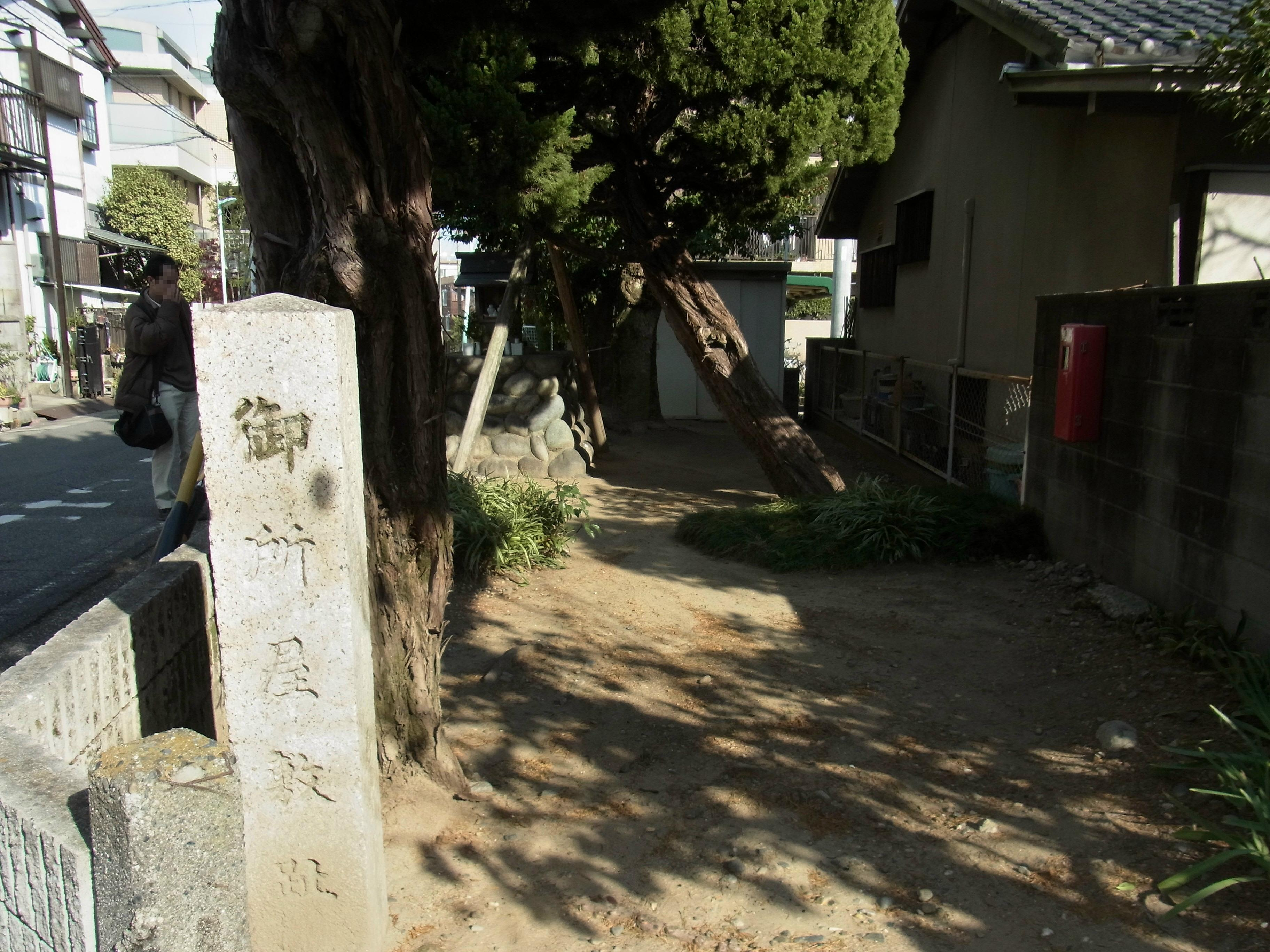
大政所の生誕地と伝わる御所屋敷跡（名古屋市昭和区）

永正13年（1516年）、尾張国愛知郡御器所村（現在の名古屋市昭和区）に生まれたと伝わり、伝承では、美濃の鍛冶・関兼貞（または関兼員）の娘とも伝わる。
他方で、『言経卿記』文禄4年（1595年）9月25日条には「大政所御父母」として「栄雲院道円」と「栄光院妙円」の名前が見え、秀吉の御祖父様の月命日が「25日」で、御祖母様の月命日が「29日」であったと書かれている。また、書写山円教寺の過去帳にも「道円禅定門」が「秀吉公御外祖也」と説明されており、これは秀吉の母である大政所の父のことで、道円は「天文22年（1553年）4月25日」に没したと記されている。千僧会の関係史料によると「栄光院妙円」の方は「6月29日」に没したとあり、4月と6月に盛大な法会が行われていたが、このように祖父母が厚遇されていた背景は『関白任官記』にある祖父母が禁囲（宮中）に侍る萩の中納言で大政所はその娘であるとする天皇落胤譚に則った秀吉の母系の虚飾が原因であるから、どこまでが事実と認めてよいか難しいところがある。
妹に栄松院（小出秀政の正室）、大恩院（青木秀以の母）、松雲院（福島正則の母）、従妹（一説では妹）に聖林院（伊都、加藤清正の母）がいた。
織田家の足軽あるいは雑兵（雇い兵）だった木下弥右衛門のもとに嫁ぎ、日秀（とも）と秀吉を生む。『太閤素生記』によると、天文12年（1543年）1月2日に夫が亡くなった後、織田信秀に仕えた同朋衆と伝わる竹阿弥（筑阿弥とも）と再婚し、その間に秀長（小一郎）と朝日姫（旭）をもうけたといわれる。しかし、桑田忠親によるとこれは生年の誤りで、弥右衛門が亡くなった天文12年に秀長は3歳、朝日姫は1歳であり、仲は4人の子女を抱えて竹阿弥と再婚したとしている。一方、黒田基樹は『太閤素性記』の記事は弥右衛門と出家後の名乗りである竹阿弥を別人であると誤認したものであり、両者が同一人物である以上再婚自体がなかったとしている。
竹阿弥にも先立たれた仲は、長男の秀吉のもとに引き取られた。秀吉が長浜城主となると、以来、仲はおね（北政所）らと一緒に暮らし、秀吉は終生、身近において大事にした。嫁姑は実の親子のように親密な関係にあったと伝わる。本能寺の変の後、長浜城が明智方の阿閉貞征に落された時には、二人は一緒に伊吹山麓の大吉寺に逃れた。大坂城築城と共に大坂に移り、天正13年（1585年）7月11日、秀吉の関白任官にともない、仲は破格の従一位に叙され、大政所の号を与えられた。
天正14年（1586年）1月、徳川家康が織田信雄を通じて秀吉に臣従することを概ね表明していたものの、徳川家中には家康が上洛した際に秀吉方に危害を加えられることを恐れる意見があって上洛の話が進められなかった。
同年5月、大政所は大和郡山城の秀長を訪ねて、しばしば奈良に来て、高野山や春日神社を参詣した。25日、霍乱で体調不良となった際には興福寺の祈祷で回復したと云う。
同年9月には、妹の朝日姫を家康の正室として岡崎城に下したが、（前述の理由で）まだ一向に上洛の気配を見せない家康に業を煮やした秀吉は、家康に害意が無いことを示すために大政所を送ることにして、大政所を朝日姫の見舞いを口実にして岡崎に送った。関白の母子が共に人質として送られてきたとあってはさすがの家康と徳川家中も上洛に応じざるを得ず、ついに重い腰を上げる。秀吉に拝謁することは家康が秀吉に臣従することを意味したが、この間、国許の岡崎では家康の重臣・本多重次が大政所の滞在する館の周囲に柴を積み上げ、事ある際にはいつでも火をつけられる準備をしていた。家康の秀吉への謁見は平穏裡に終わり、これで大政所は約1か月で大坂城に戻ることができた。
天正15年（1587年）9月に聚楽第が完成したので、13日に秀吉と共に居を移したが、しばらくして大坂に帰還。天正16年6月8日にも再び病気となったが、祈祷で回復した。この時に大徳寺に建てられた寿塔（後には仲の納骨堂となる）は、明治期には荒れ果てて、同寺内の瑞光院に移され、現在は龍翔寺にあるが、寿塔覆堂の部分は原富太郎が買い取って横浜三溪園に移転している。
以後もずっと病気がちであり、天正18年（1590年）、朝日姫が正月に亡くなって自身の病がまた重くなると、仲は紫野の地に一寺を建立して予め墳墓の地を用意しておいて欲しいと秀吉に頼んだ。秀吉はその意思に従ってすぐに大徳寺に庵を設けようと玉仲宗琇に話し、当時建設中だった黄梅院を母の菩提寺にしようとしたが、玉仲はこれは小早川隆景が檀越となって造営しているものであり、それを奪うのは道理に適わないと説得し、別に巨刹を建設することになった。秀吉は、敷地を総見院の横に確保し、秀長に木材を確保させ、豊臣秀保（ともの三男）に奉行をさせた。これが同年の8月に完成するが、この頃には仲は快復しており、秀吉は大変喜んで、二人して落慶の儀式を行い、金鳳山天瑞寺と名付けて、朱印状にて寺領300石をあてがった。

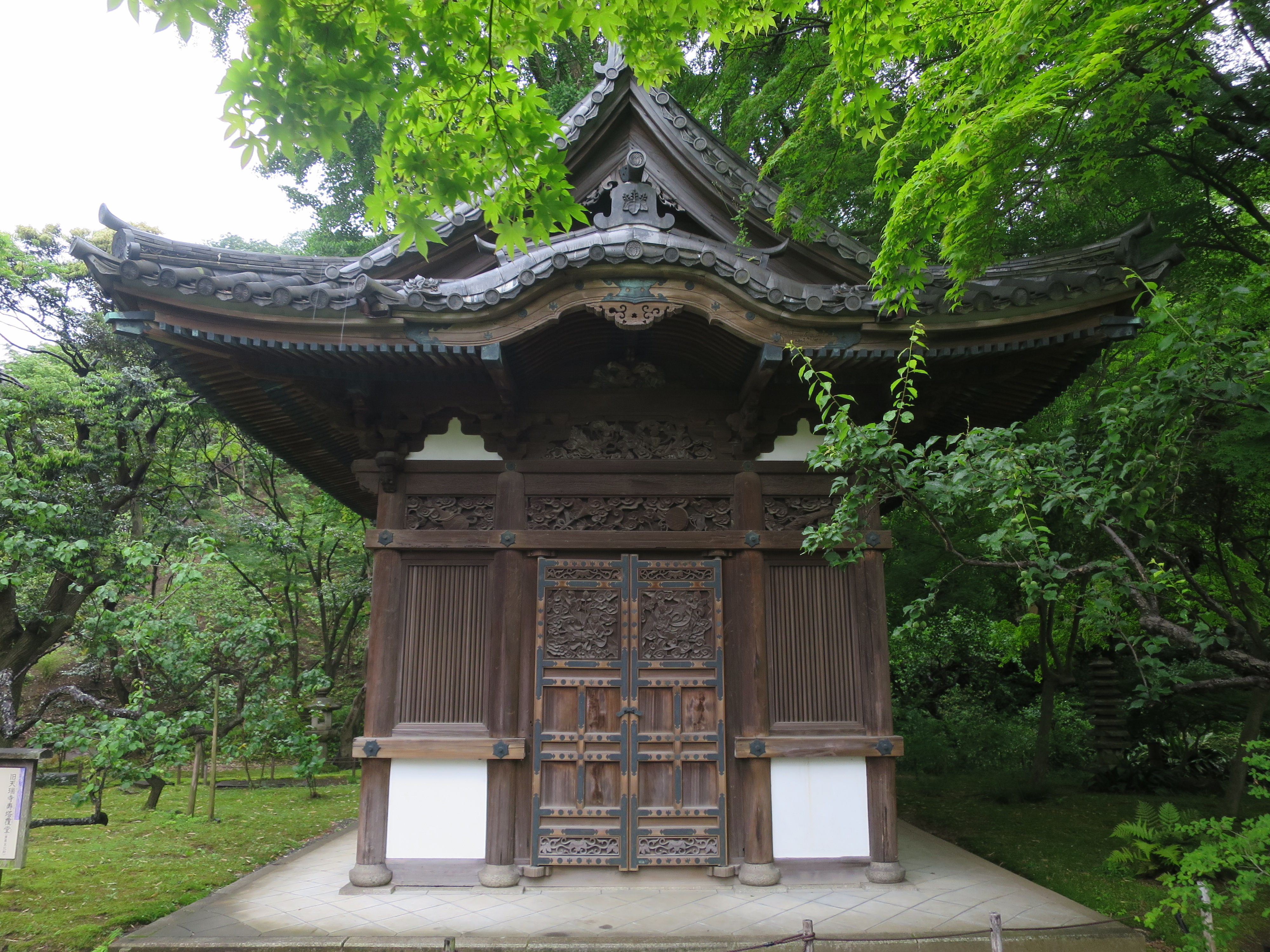
大政所の納骨堂となった旧天瑞寺寿塔覆堂（横浜三溪園）

天正19年（1591年）正月に秀長に先立たれた後に文禄・慶長の役が始まると、仲は名護屋城の秀吉の身を案じて渡海をやめるように懇願したので、秀吉もそれをむげにできずに周囲の勧めもあって1年延期を発表した。しかし天正20年（1592年）7月になると、仲はいよいよ死の床についた。関白・豊臣秀次（ともの長男）は秀吉を落胆させまいと報告を躊躇い、各種祈祷を行わせたがもはや改善しなかった。秀次がついに重篤であると報告したので秀吉は慌てて帰京したが、その名護屋を出立した日（7月22日または前日の21日）に仲は聚楽第で死去した。享年77。
大坂に戻った秀吉は、既に亡くなったと死を知らされ、あまりの衝撃にその場で卒倒したという。秀吉は追善供養のために、8月4日、聖護院門跡・道澄を名代として中村一氏と小出秀政を付けて高野山に登らせ、剃髪寺（後の青巌寺だが万延元年に焼失）を創立して木食応其を開基とした。また高野山には1万石が寄進された。秀吉は8月6日に大徳寺で法要を行い、翌日、蓮台野で荼毘に付した。後陽成天皇は、勅使を遣わして仲に准三后を追号した。

墓所は大徳寺内天瑞寺、高野山青巌寺、山科本国寺にある。遺骨は天瑞寺の寿塔に収められていた。また秀吉は三回忌に東寺の大塔と四天王寺（大坂の陣で焼失）を再建した。山科本国寺の墓地には、最初の夫の弥右衛門、婿の三好吉房、孫の豊臣秀保と合祀された供養塔がある。なお大徳寺本坊に肖像画が残るほか、木像、「玉仲遺文」に大政所の画像の賛があり、もう一軸肖像画があったとみられている。

## 子孫

### 皇室
- 仲（大政所） - 智子（瑞龍院日秀）（三好吉房室） - 豊臣秀勝 - 完子（九条幸家室） - 道房 - 待姫（九条兼晴室） - 輔実 - 幸教 - 二条宗基 - 治孝 - 九条尚忠 - 道孝 - 節子（貞明皇后：大正天皇の皇后） - 昭和天皇 -

## 大政所が登場した作品
映画
- 『清須会議』（2013年、東宝、監督：三谷幸喜、演：戸田恵子）

テレビドラマ
- 『太閤記』（1965年、NHK大河ドラマ、演：浪花千栄子）
- 『青春太閤記 いまにみておれ!』（1970年、日本テレビ、演：中畑道子）
- 『新書太閤記』（1973年、テレビ朝日、演：沢村貞子）
- 『おんな太閤記』（1981年、NHK大河ドラマ、演：赤木春恵）
- 『徳川家康』（1983年、NHK大河ドラマ、演：鈴木光枝）
- 『太閤記』（1987年、TBS大型時代劇スペシャル、演：松村康世）
- 『天下を獲った男 豊臣秀吉』（1993年、TBS大型時代劇スペシャル、演：菅井きん）
- 『豊臣秀吉 天下を獲る!』（1995年、テレビ東京12時間超ワイドドラマ、演：美保純→中村玉緒）
- 『秀吉』（1996年、NHK大河ドラマ、演：市原悦子）
- 『利家とまつ〜加賀百万石物語〜』（2002年、NHK大河ドラマ、演：草笛光子)
- 『太閤記〜天下を獲った男・秀吉』（2006年、テレビ朝日、演：吉田日出子）
- 『江〜姫たちの戦国〜』（2011年、NHK大河ドラマ、演：奈良岡朋子)
- 『真田丸』（2016年、NHK大河ドラマ、演︰山田昌）
- 『麒麟がくる』（2020年、NHK大河ドラマ、演：銀粉蝶）
- 『どうする家康』（2023年、NHK大河ドラマ、演：高畑淳子）
- 『秀吉のスマホ』（2023年、NHK、演：濱田マリ）
- 『豊臣兄弟!』（2026年予定、NHK大河ドラマ、演：坂井真紀）

## 関連書籍
- 河内将芳「秀吉生母大政所の「御煩」と伏見稲荷社」、『朱』64号、2021年。
- 河内将芳『大政所と北政所』戎光祥出版、2022年。ISBN 9784864034203
- 河内将芳「秀吉生母大政所の病と畿内近国の寺社」、『奈良歴史研究』93号、2022年。